# Heel (plaats)
Heel (uitspraakⓘ) (Limburgs: Hael) is een van de oudste en grootste kerkdorpen in Nederlands Midden-Limburg en is onderdeel van de gemeente Maasgouw. Heel ligt op enkele kilometers ten zuidwesten van Roermond aan de Maasplassen.
In 2023 telde Heel 4.570 inwoners. Het CBS rekent zowel de buurtschap Osen als het dorp Panheel tot Heel. Beide hebben eveneens dezelfde postcode als Heel. Van 1991 tot 2007 was Heel de hoofdplaats van de voormalige gemeente Heel en daarvoor van die van Heel en Panheel.

## Historie
Heel heette in de Romeinse tijd Catualium. De belangrijkste straat, de Heerbaan, heeft zijn naam te danken aan de Romeinen. Indertijd was die weg onderdeel van de doorgaande route op de linker Maasoever tussen de hoofdplaatsen Tongeren en Nijmegen. De weg werd onder meer gebruikt door Romeinse soldaten. Na de ineenstorting van het Romeinse rijk, bleef de nederzetting Catualium bewoond. Hier wijst de vondst van een Merovingisch grafveld op, dat tot in de 7e eeuw gebruikt moet zijn. Vanwege dit grafveld vermoedt men dat ook de kerk van Heel gesticht moet zijn in de 7e eeuw, en dat zij op dat moment de moederkerk was van Wessem, Beegden en Grathem. Ook de keuze voor de patroonheilige Sint Stephanus duidt op een zeer hoge ouderdom, aangezien het een vroegchristelijke heilige betreft. Van deze eerste kerk zijn tot op heden geen vondsten bekend, de toren van de huidige kerk stamt uit de 11e eeuw. De plaatsnaam Catualium veranderde in de loop der eeuwen in Hathualium, Hethelium, Hethele, Hedele en in 1650 in Heel. De eerste schriftelijke vermelding van het huidige dorp is van 1144.
Van de 10e eeuw tot 1795 was Heel (evenals Neeritter) een vrijdorp, dat behoorde tot het patrimonium van het kapittel van Sint-Lambertus in Luik. Heel en Neeritter vormden samen een van de Drie Eyghen, vanaf 1417 een leen van de heer van Horn. De Franse Tijd (1794-1814) maakte hier een einde aan. Heel werd onderdeel van de onverdeelde provincie Limburg (1815-1830), Belgisch Limburg (1830-1839) en ten slotte Nederlands-Limburg (na 1839).
In 1880 werd het Kasteel Heel aangekocht door de Broeders van de Heilige Joseph en de Kleine Zusters van de Heilige Joseph. Er werden inrichtingen voor verstandelijk gehandicapten opgericht: Huize Sint-Joseph voor jongens en mannen, en Huize Sint-Anna voor vrouwen en meisjes. Dit leidde tot enige groei van Heel.
In de Tweede Wereldoorlog werd Heel op 16 november 1944 bevrijd door de 53rd Welsh Division van het Britse Leger die op 14 november het Kanaal Wessem-Nederweert was overgestoken bij de sluis van Panheel. Vanuit Heel voerden de Britten artilleriebeschietingen uit op Roermond, dat tot 1 maart 1945 in Duitse handen zou blijven.
Na 1945 werden er vooral ten noorden van de oorspronkelijke dorpskern een aantal woonwijken bij gebouwd. Voorts vond er veel grindwinning plaats, wat ertoe heeft geleid dat Heel vrijwel geheel ingesloten raakte door grindplassen. Na het stopzetten van de grindwinning werd Heel het lokale centrum voor watersport in de zo ontstane Maasplassen.

## Bezienswaardigheden
- Kasteel Heel uit de 17e en 18e eeuw, met aanpalende kloostergebouwen, instituut voor zorg van verstandelijk gehandicapten en neoromaanse kapel uit 1930: de Sint-Annakerk. Het kasteel, een rijksmonument, ging eind december 2023 door brand verloren.[4]
- De Sint-Stephanuskerk
- Kapel van het Kindje Jezus van Praag
- Mariakapel
- Onze-Lieve-Vrouw-van-Rustkapel
- Sint-Hubertuskapel (niskapel)
- Huis Nederhoven (16e eeuw) behoort formeel bij Beegden, maar ligt net over de voormalige gemeentegrens.
- Diverse boerderijen, vooral van het type vierkantshoeve. De hoeve Dorpsstraat 29 stamt uit 1735 maar werd na 1900 herbouwd; hoeve Dorpsstraat 31 is 19e-eeuws; Dorpsstraat 83 (Hoeve Bovenhof) heeft wellicht een 18e-eeuwse kern.
- Uitspanning Het Witte Paard, aan Dorpsstraat 86, is van 1778.
- Huis In den Oranjeboom, aan Dorpsstraat 102, stamt van begin 18e eeuw, was tot 1927 een brouwerij.
- Het sluizencomplex met Sluis Heel (1972) en Sluis Linne (1922) bij de buurtschap Osen.

## Zorginstellingen
Van de zorg voor verstandelijk gehandicapten kan worden genoemd: Huize Sint Joseph (1880-heden); Huize Sint Anna, zie Kasteel Heel (1910-heden); Klein Bethlehem, Dorpstraat 64, voor weeskinderen, in 1990 opgegaan in De Spil.
In Heel bevindt zich tegenwoordig een school voor Speciaal Basis Onderwijs, De Tump. Tevens is er een school voor zeer moeilijk lerende kinderen, De Maaskei. Deze school heeft een afdeling speciaal onderwijs (tot 13 jaar) en een afdeling voortgezet speciaal onderwijs (van 13 tot 20 jaar).

## Natuur en landschap
Heel, gelegen nabij de Maas, ligt op een hoogte van ongeveer 22 meter. In de tweede helft van de 20e eeuw begon men met grindwinning van Maasgrind, waardoor Heel vrijwel geheel door grindgaten werd omringd. Aan de noordzijde bevindt zich de plas De Lange Vlieter, die als drinkwatervoorziening voor de regio dient. Het natuurgebied Tuspeel ligt direct ten noorden van deze plas. Aan de noordwestzijde is de Boschmolenplas, welke bestemd is voor recreatie, met een park en vakantiehuizen. Vervolgens is er een jachthaven die via de plas Tesken in verbinding staat met de Maas. Een kleinere grindplas werd omgevormd tot natuurgebied Sint-Anna's Beemd. Dit gebied omvat eveneens de plassen Polderveld en De Slaag, alle ten zuiden van Heel gelegen.
Parallel aan de Maas loopt sinds 1972 nog het Lateraalkanaal Linne-Buggenum, dat bij Heel via Sluis Heel uitmondt in de Maas. Een Maasmeander vormt de Lus van Linne, met daarbinnen een sterk vergraven gebied dat, samen met de Overlaat van Linne, deels als natuurgebied is ingericht.
De Sleijebeek loopt zuidelijk langs de kom van Heel en stroomt dan in oostelijke richting op de Maas toe.
Osen en Pol waren of zijn buurtschappen van Heel.

## Verenigingsleven
Een bijzonder feest is de jaarlijkse kermis, de eerste zondag op of na 1 september. Op zondagmorgen trekt eerst de ‘kermisprocessie’ door het dorp, waarna het draaksteken draaksteken plaatsvindt. De oudste vermelding van het draaksteken in Heel is van 1825 en het evenement staat bol van tradities en rituelen. De navolgende kermisviering in de horeca in de kern van het dorp, duurt aantoonbaar langer dan in de omliggende dorpen.
Ook vastenavond wordt groot gevierd in de Heel. Carnavalsvereniging 'De Gangmaekers' (1966) werd vanaf 1948 voorafgegaan door Den Draak, zodat de Rijnlandse variant van carnaval in Heel al in meteen na de Tweede Wereldoorlog opdook. De oudste geschreven bron over een officiële carnavalsviering in Heel dateert uit 1863. Tegenwoordig strekt het carnavalszeizoen zich uit van 11 november tot 1 december (begin advent) en van 5 januari (uitroepen van prins carnaval) tot en met carnavalsdinsdag. In dat tijdsbestek worden maar liefst 17 feestelijke activiteiten georganiseerd, waarvan sommige met een regionale uitstraling. Van de carnavalsliedjes die onder de auspiciën van de Gangmaekers werden uitgebracht, schopten het maar liefst acht liedjes het tot de finale van het roemruchte LVK.
Van Harmonie De Vriendenkrans werd in 2021 ontdekt dat zij al in 1856 als liedertafel werd opgericht. Via een fanfare vanaf 1874, evolueerde het gezelschap in 1908 naar een harmonie-orkest dat sinds 1984 in de hoogste divisie speelt. Naast musiceren op niveau, omlijst de muziekvereniging alle dorpsfestiviteiten zoals de Eerste Communicantjes, koningsdag, processie, intocht Sint Nicolaas, etc. Ook de prinsenkapel en de Baerekapel - twee ‘zate herremenieje’ hyperlink wiki: in het dorp - bestaan voor een groot gedeelte uit muzikanten van de harmonie.
De oudste vermelding van Schutterij Sint Sebastianus stamt uit 1646. Daarmee is dit veruit de oudste vereniging van het dorp, maar ze is nog altijd springlevend. De draak van het draaksteken is in handen van de schutterij, die het beest onderdak en voedsel geeft. Verder steekt de koning van de schutterij de draak tijdens het traditionele draaksteken op kermiszondag. De schutterij komt in de OLS-federatie uit in de categorie ‘Oude Exercitie’. 
Zang wordt beoefend door gemengd koor Canto Lirico (1973), zanggroep Heel Vocaal en het kerkelijk zangkoor. 
Voor de sport tekenen o.a. Gymnastiekvereniging Heel, tennisclub TC Helios en Badmintonvereniging Heel. De voetbalclub VV Hebes werd al in 1924 opgericht als RKVVH, en fuseerde in 2006 met VV Beegden. De oudste van de sportverenigingen is handboog De Zonnebloem, opgericht in 1896.
De heemkring Heel waakt over het materiële en immateriële erfgoed van het dorp, door middel van publicaties, nieuwsbrieven, de ondersteuning van boekuitgaven en restauratieprojecten zoals bijvoorbeeld het oude kerkhof bij de kerk van Heel.
Naast de sportaccommodatie Sporthal Reutsdael, heeft heel ook nog de beschikking over het moderne en goed geoutilleerde cultureel centrum Don Bosco, waarin tal van verenigingsactiviteiten plaatsvinden, zelfs met een bovenregionaal en provinciaal karakter.

## Trivia
In 2007 verhuisde basisschool De Sleye naar een gebouw waar ook de kinderopvang en de bibliotheek gevestigd was. Daarmee werd Heel een van de eerste dorpen in Midden-Limburg met een 'brede school'.

## Geboren in Heel
- Jo Rutten (1934), dressuurruiter
- Emile Hendrix (1955), springruiter
- Lies Visschedijk (1974), actrice

## Bekende (voormalige) inwoners
- Hugo Luijten (1969), schrijver en historicus[5]
- Jacques Schreurs (1893-1966), schrijver en pater[6]

## Nabijgelegen kernen
Panheel, Beegden, Grathem, Linne
| Grathem |                   | Baexem |  | Beegden |
|         |                   |        |  |         |
| Panheel | Herten (Roermond) |        |  |         |
|         |                   |        |  |         |
| Wessem  |                   |        |  | Linne   |

Steden en dorpen:
Beegden · Brachterbeek · Heel · Linne · Maasbracht · Ohé en Laak · Panheel · Stevensweert · Thorn · Wessem

Buurtschappen: Baarstraat · Bilt · Brandt · Eiland · Osen · Pol · Santfort (deels) · Weerd

Voormalige gemeenten: Heel · Maasbracht · Thorn

Limburg: Steden en dorpen      Nederland: Provincies · Gemeenten